# هيو هوارد
هيو هوارد (بالإنجليزية: Hugh Howard)‏ هو مؤرخ أمريكي، ولد في 1952.